# Seide

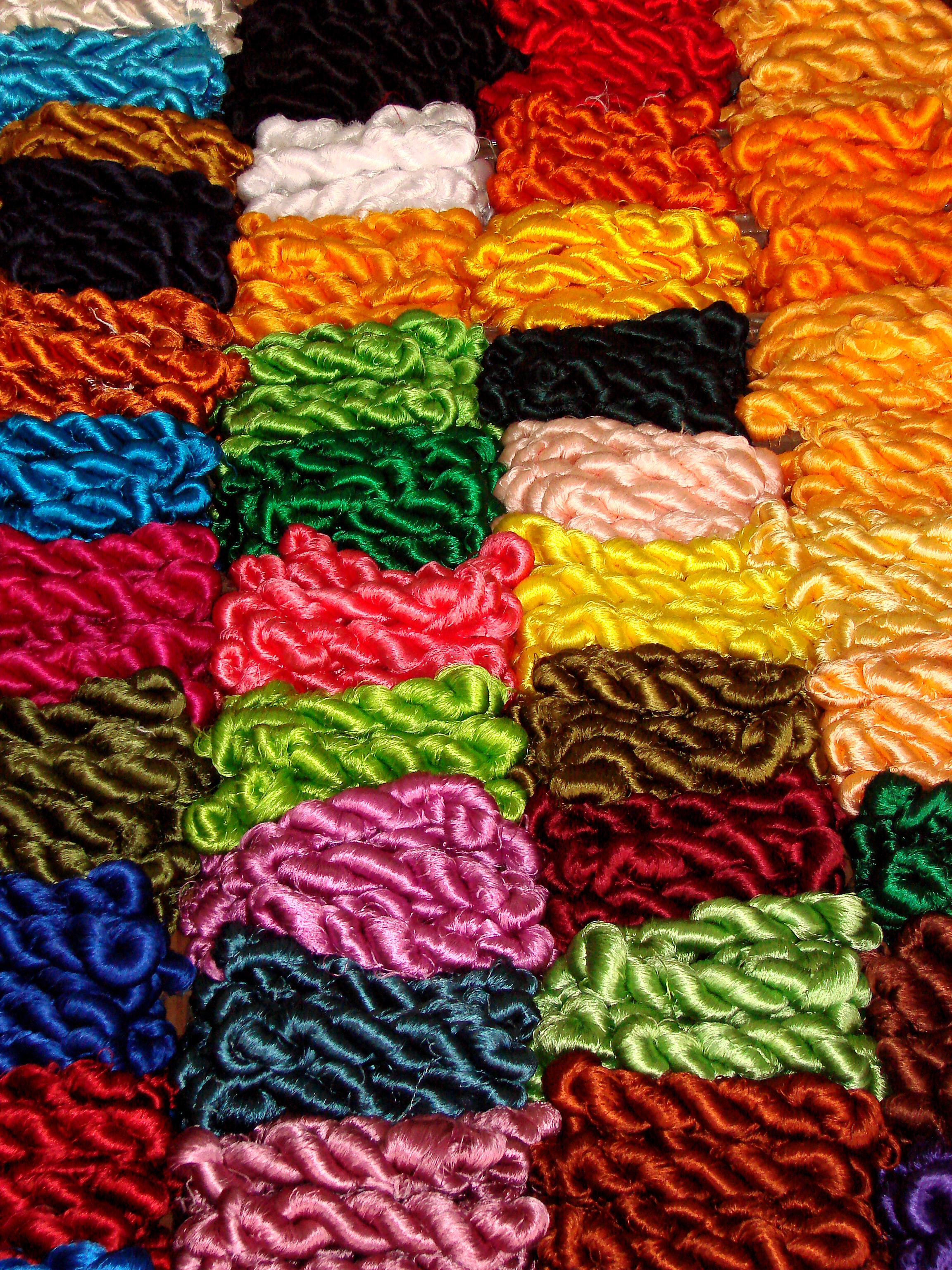
Farbauswahl gefärbter Seide

Seide (Kurzzeichen nach Textilkennzeichnungsgesetz: SE), von mittellateinisch seta, ist ein tierischer Faserstoff. Sie wird aus den Kokons der Seidenraupe, der Larve des Seidenspinners, gewonnen. Seide ist die einzige in der Natur vorkommende textile Endlosfaser und besteht hauptsächlich aus Protein. Sie kommt ursprünglich aus China und war eine wichtige Handelsware, die über die Seidenstraße nach Europa transportiert wurde. Neben China, wo heute noch der Hauptanteil produziert wird, sind Japan und Indien weitere wichtige Erzeugerländer, in denen der Seidenbau betrieben wird.
Das zugehörige Adjektiv ist seiden (aus Seide bestehend) bzw. seidig (an Seide erinnernd, mit Seide vergleichbar).

## Geschichte

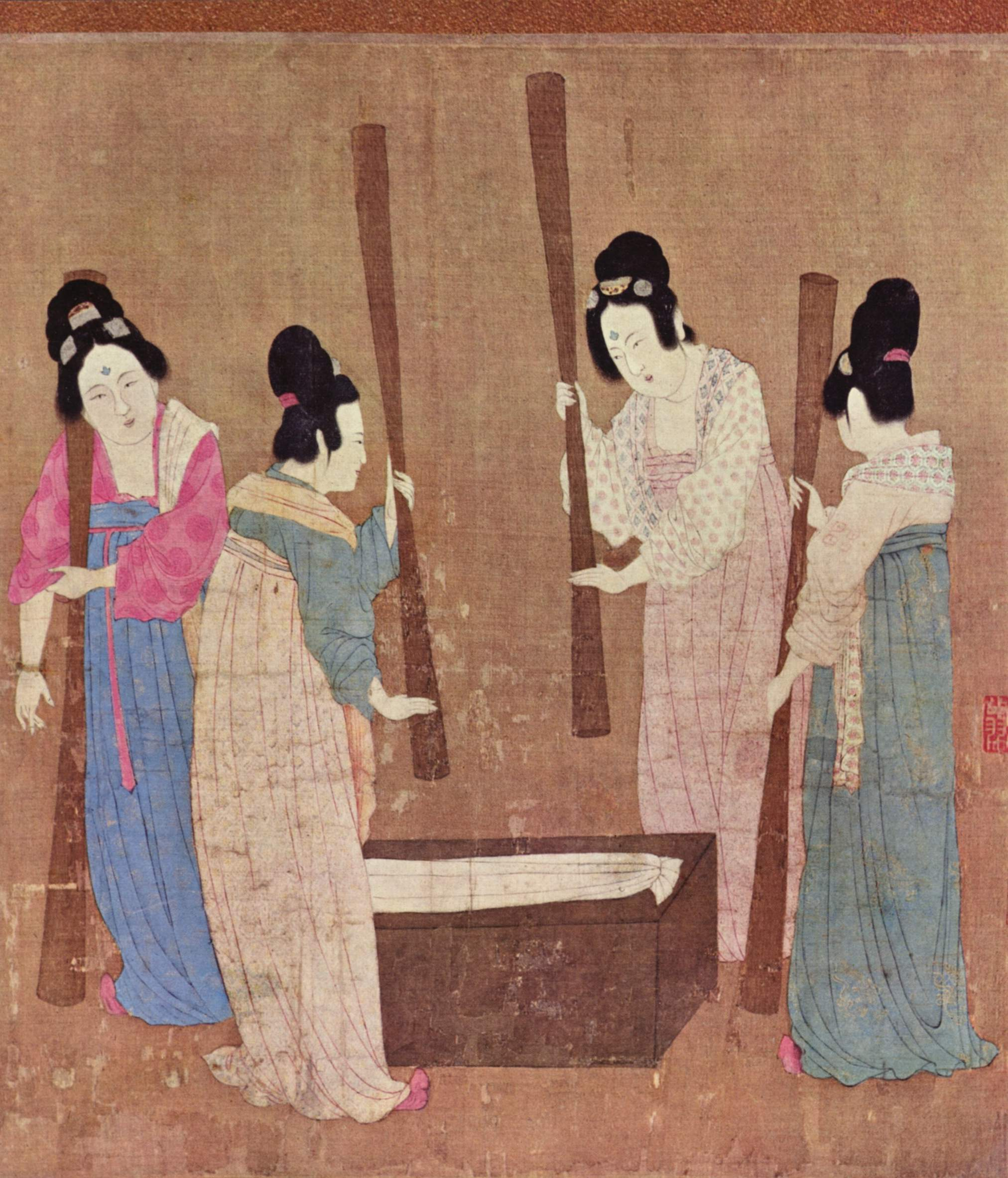
Frauen „schlagen“ Seide (Huizong, China, 12. Jh.)

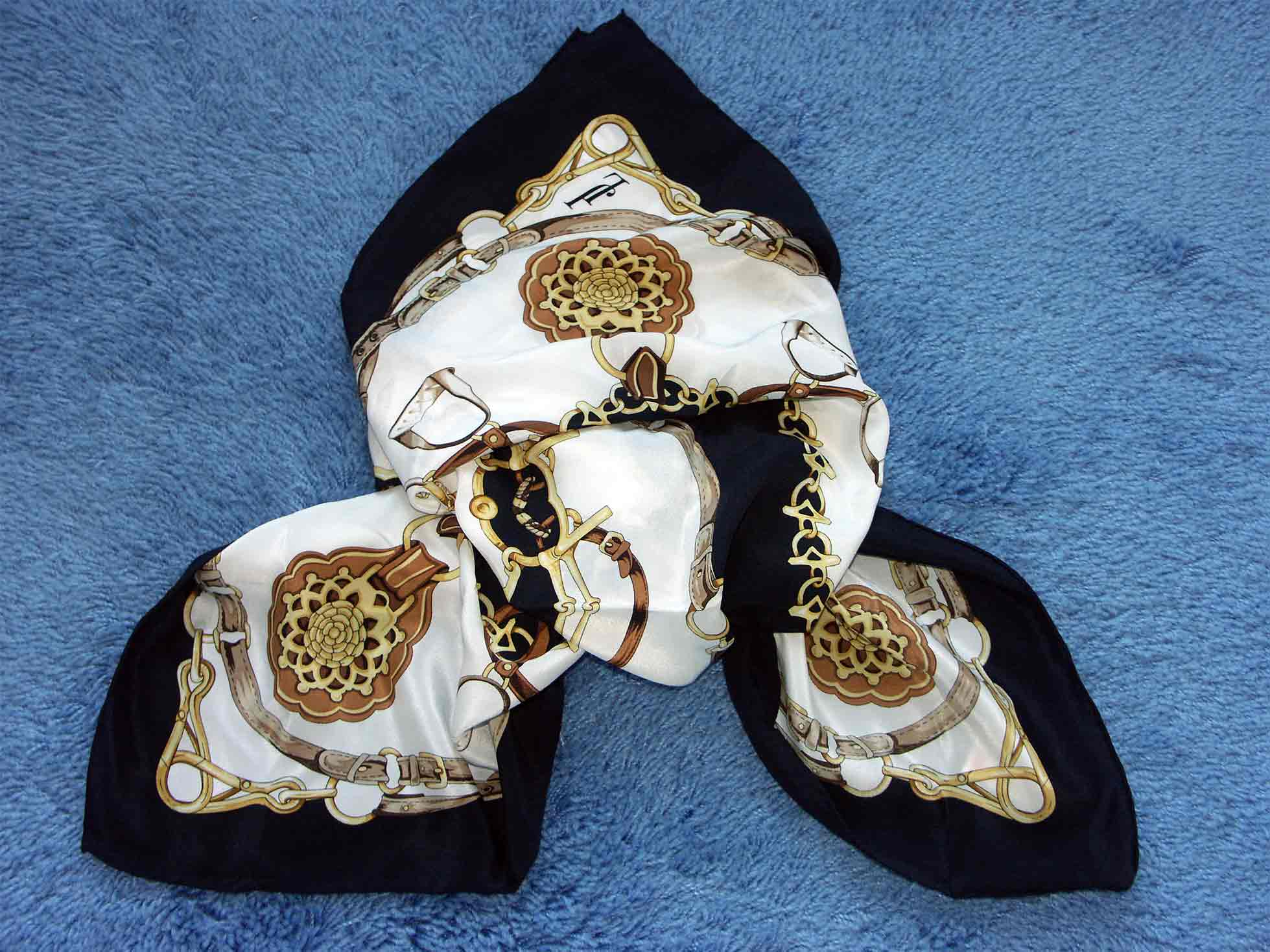
Foulard (Seidentuch) im klassischen Equipage-Stil

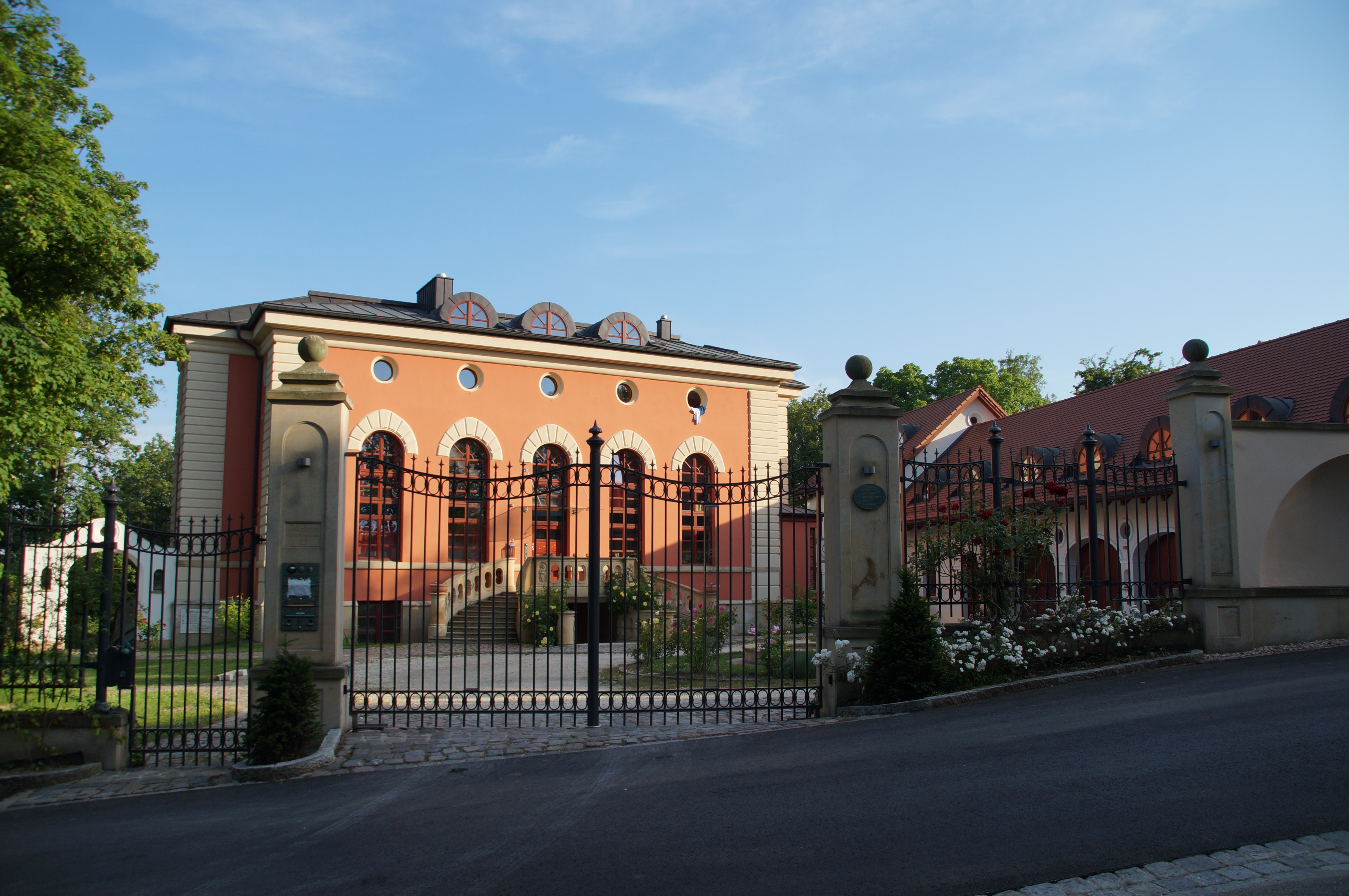
Wirtschaftsgebäude (1835) Seidenplantage Regensburg

### Anfänge
Schon die alte Indus-Zivilisation (etwa 2800 bis 1800 v. Chr.) und das alte China kannten die Seide. Durch genaue Untersuchungen der Seidenstruktur archäologischer Funde wurde festgestellt, dass zur Seidenproduktion im Indus-Gebiet der Seidenspinner der Gattung Antheraea eingesetzt wurde. Es handelt sich hier um eine sogenannte wilde Seide. Heutige Seide dagegen stammt einzig von dem domestizierten Seidenspinner (Bombyx mori). Der Ursprung letzterer liegt etwa im 3. Jahrtausend v. Chr. und ist eher von Legenden umrankt, als dass es genaue Jahreszahlen gäbe. Der Sage nach soll in China der legendäre Kaiser Fu Xi (etwa um 3000 v. Chr.) als erster auf den Gedanken gekommen sein, Seidenraupen zur Herstellung von Gewändern zu nutzen. Fu Xi gilt auch als Erfinder eines mit Seidenfäden bespannten Saiteninstruments. Die Sage nennt noch einen weiteren berühmten Kaiser: Shennong (Gott des Ackerbaus, etwa 3000 v. Chr.) soll das Volk gelehrt haben, Maulbeerbäume und Hanf anzubauen, um Seide und Hanfleinen zu gewinnen. Leizu von Xiling, die Gattin des Gelben Kaisers Huáng Dì, hat angeblich im 3. Jahrtausend v. Chr. dem Volk die Nutzung von Kokons und Seide zur Herstellung von Kleidungsstücken beigebracht.
Aufbauend auf dieser Legende wurde anhand der Chronologie der chinesischen Kaiser eine Entstehungszeit der Seide von 2700 bis 2600 v. Chr. angenommen, da bei den Ausgrabungen von Qianshanyang Fragmente von Seidengeweben gefunden wurden, die mittels Radiocarbondatierung in die Zeit um 2750 v. Chr. datiert werden konnten. Neuere archäologische Funde von chemischen Relikten des Seidenproteins Fibroin in zwei 8500 Jahre alten Gräbern lassen vermuten, dass bereits jungsteinzeitliche Bewohner von Jianhu die Seidenfasern zu Stoffen gewebt haben.
Seide wurde im alten China auch als leicht transportables Zahlungsmittel verwendet, speziell in Zeiten, in denen Münzgeld knapp war.

### Römerzeit
Ein Fernhandel mit chinesischer Seide (lateinisch sericum) existierte schon zu Beginn der christlichen Zeitrechnung. Laut dem Römer Plinius dem Älteren (etwa 23 bis 79 n. Chr.), der auch die Seidenraupen beschreibt, verdankt der antike Mittelmeerraum die Herstellung der Koischen Seide einer gewissen Pamphilia von Kos. Diese Seide wurde jedoch zunehmend durch feinere und dünnere chinesische Seide verdrängt. Laut Publius Annius oder Lucius Annaeus Florus sollen die Römer bei der vernichtenden Niederlage, die ihnen 53 v. Chr. die Parther in der Schlacht bei Carrhae beibrachten, erstmals chinesische Seide kennengelernt haben. Florus ist der einzige römische Historiograph, der im Zusammenhang mit Carrhae die Seidenlegende erwähnt.
Der römische Satiredichter Juvenal klagte im Jahre 110 n. Chr., dass die römischen Frauen so verwöhnt seien, dass sie mittlerweile sogar die feine Seide als zu rau empfänden. Die chinesische Seide gelangte über mehrere Handelsstationen nach Rom. Chinesische Händler brachten die Seide zu den Häfen von Sri Lanka, wo indische Händler sie aufkauften. Arabische und griechische Händler kauften Seide an der südwestlichen Küste des indischen Halbkontinents ein. Der nächste Umschlagsplatz war die Inselgruppe Sokotra im nordwestlichen Indischen Ozean. Von dort aus wurde die Seide in der Regel bis zu dem antiken ägyptischen Rotmeerhafen Berenike gebracht (Indienhandel). Kamelkarawanen transportierten sie anschließend weiter bis zum Nil, wo die Fracht erneut mit Schiffen bis nach Alexandria gelangte. Hier kauften sie überwiegend römische Händler auf, die die Seide schließlich in das Gebiet des heutigen Italien importierten.
Charakteristisch für diesen Fernhandel war, dass chinesische Händler selten westlich von Sri Lanka in Erscheinung traten, indische Händler nur den Zwischenhandel bis zum Roten Meer übernahmen und römische Händler sich auf den Handel zwischen Alexandria und dem römischen Reich begrenzten. Griechische Händler hatten dagegen den größten Anteil an diesen Transaktionen und handelten Seide von Indien bis an die italienische Küste. Es dauerte ungefähr 18 Monate, bis Seide vom Süden Chinas die Häfen entlang der italienischen Küste erreichte. Ein Handel über die  Seidenstraße setzte erst im 2. Jahrhundert n. Chr. verstärkt ein. Der Beginn der Seidenstraße wird oft mit ca. 100 v. Chr. angegeben. Man vermutet, dass hierfür der Offizier Zhang Qian, den Kaiser Wudi in die Königreiche von Zentralasien zum Anknüpfen von Handelsbeziehungen entsandt hatte, ausschlaggebend war. Diese Handelsroute war deutlich komplexer und der genaue Weg verschob sich entsprechend den jeweiligen politischen Verhältnissen. Typische Umschlagsplätze der Seide waren Herat (heute in Afghanistan), Samarkand (heute in Usbekistan) und Isfahan (in Iran). Während beim Seehandel griechische Händler eine große Rolle spielten, dominierten jüdische, armenische und syrische Zwischenhändler den Handel über den Landweg.

### Mittelalter
Den Chinesen war es bei Todesstrafe verboten, die Raupen oder ihre Eier außer Landes zu bringen. Um das Jahr 555 herum gelang es jedoch angeblich zwei persischen Mönchen, einige Eier zum oströmischen Kaiser Justinian I. nach Konstantinopel zu schmuggeln. Mit diesen Eiern und dem Wissen, welches sie bei ihrem Aufenthalt in China über die Aufzucht von Seidenspinnern erworben hatten, war jetzt auch außerhalb Chinas eine Produktion von Seide möglich. Es ist allerdings fraglich, ob die Eier des Seidenspinners diese lange Reise überstanden hätten. Fest steht aber, dass um 550 n. Chr. die Seidengewinnung im Byzantinischen Reich begann und im mittelalterlichen Persien, etwa im Gebiet des iranischen Hochlands im 10. Jahrhundert, Seide hergestellt wurde. In Europa etablierte sich eine Reihe Regionen als Zentren der Seidenproduktion und der Seidenfärberei.
Ab dem 12. Jahrhundert wurde Italien in der Produktion europäischer Seide führend. Frühe Zentren der Herstellung und Verarbeitung waren Palermo und Messina auf Sizilien sowie Catanzaro in Kalabrien.
Die norditalienische Stadt Lucca verdankte ihren Einfluss und ihre Macht im 13. Jahrhundert beispielsweise ihrer Seidenindustrie mit ihren mechanischen, wasserkraftgetriebenen Seidenzwirnmühlen. Insbesondere die Farbenpracht, in der Luccaner Färber diese Seide färben konnten, galt in Europa als unübertroffen. Politische Unruhen zu Beginn des 14. Jahrhunderts führten dazu, dass sich Luccaer Textilhandwerker in Venedig niederließen und es dadurch zu einem Kenntnistransfer kam, der langfristig dazu beitrug, dass Lucca zu einer unbedeutenden Provinzstadt wurde.
Eine wichtige Handelsroute für die Seide führte von Italien über den Brennerpass nach Mitteleuropa, wobei Bozen seit 1200 ein zentraler Umschlagplatz für den Seidenhandel auf diesem Weg war.

### Neuzeit
Ab dem 15. Jahrhundert verbreitete sich die Seidenraupenzucht auch in den südfranzösischen Regionen Ardèche, Dauphiné sowie den Cevennen, wo sich auf vielen bäuerlichen Anwesen heute noch Gebäude befinden, die ehemals der Seidenraupenzucht dienten und die Magnanerie genannt werden.
Vom 17. bis 19. Jahrhundert hatte neben Zürich und Lyon auch Krefeld eine bedeutende Seidenindustrie, die von der Familie von der Leyen dominiert wurde. Zu den berühmtesten Kunden gehörten der französische Kaiser Napoleon und der preußische König Friedrich II. Im Jahr 1828 kam es im Rahmen der wachsenden Unzufriedenheit der deutschen Weber auch in Krefeld zu Aufständen der Seidenweber. Sie protestierten gegen die Lohnkürzungen der Firma Von der Leyen.
Am Beginn des 19. Jahrhunderts wurde in Bayern mit König Ludwig I. als Hauptaktionär einer Aktiengesellschaft in Regensburg auf den Winzerer Höhen Maulbeerpflanzungen mit Seidenraupenzucht und die Herstellung von Seide betrieben. Die Aktiengesellschaft wurde 1861 mit hohen Verlusten für die Aktionäre aufgelöst. Das ehemalige Wirtschaftsgebäude der Seidenplantage wird heute als Spa genutzt.
Aufgrund von grassierenden Tierseuchen wurde die Seidenraupenzucht um 1860 in Südfrankreich, Italien und im Mittelmeerraum weitgehend eingestellt.

## Entstehung und Gewinnung

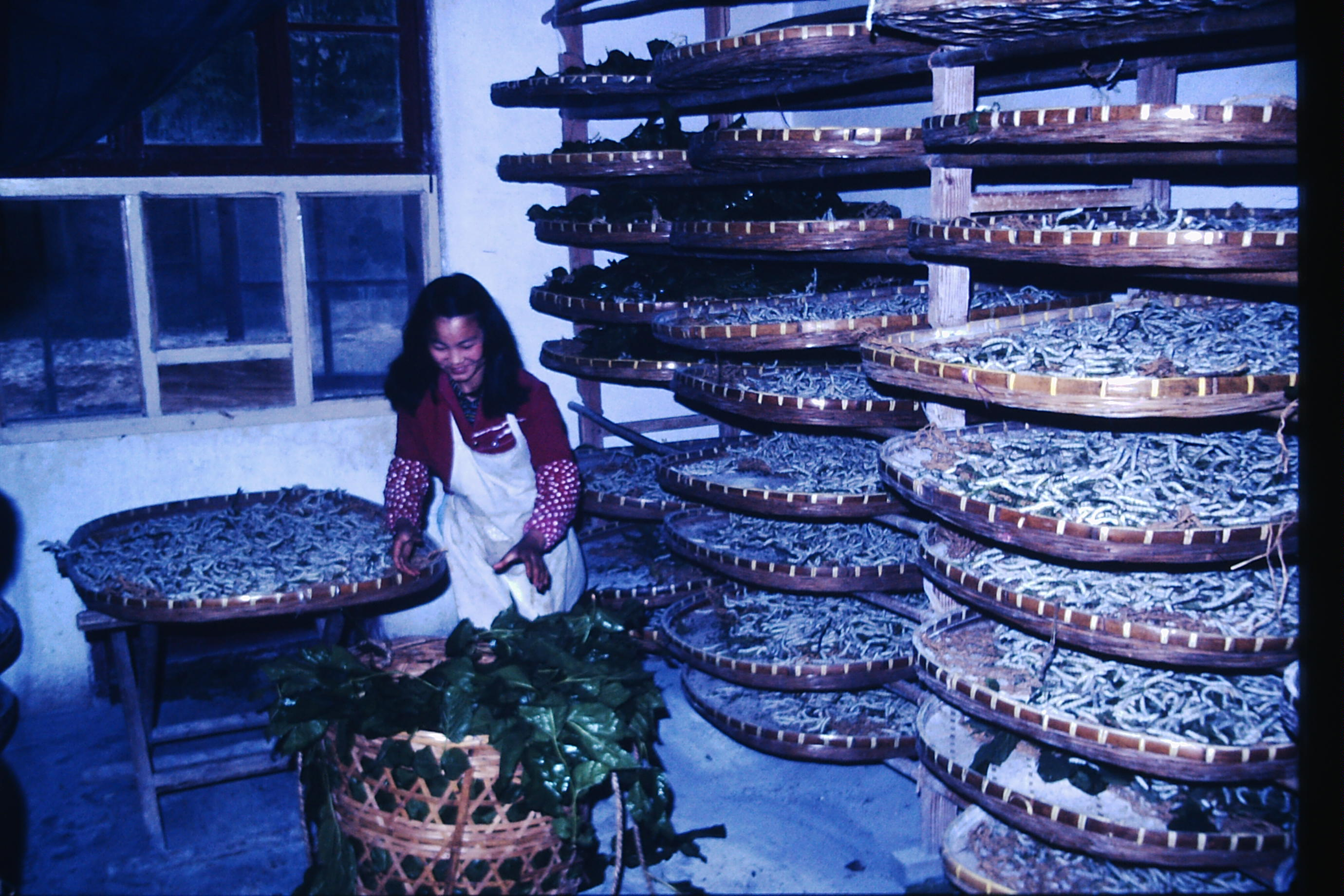
Seidenraupen werden mit Blättern des Maulbeerbaums gefüttert. Suzhou (Jiangsu), Juni, 1987

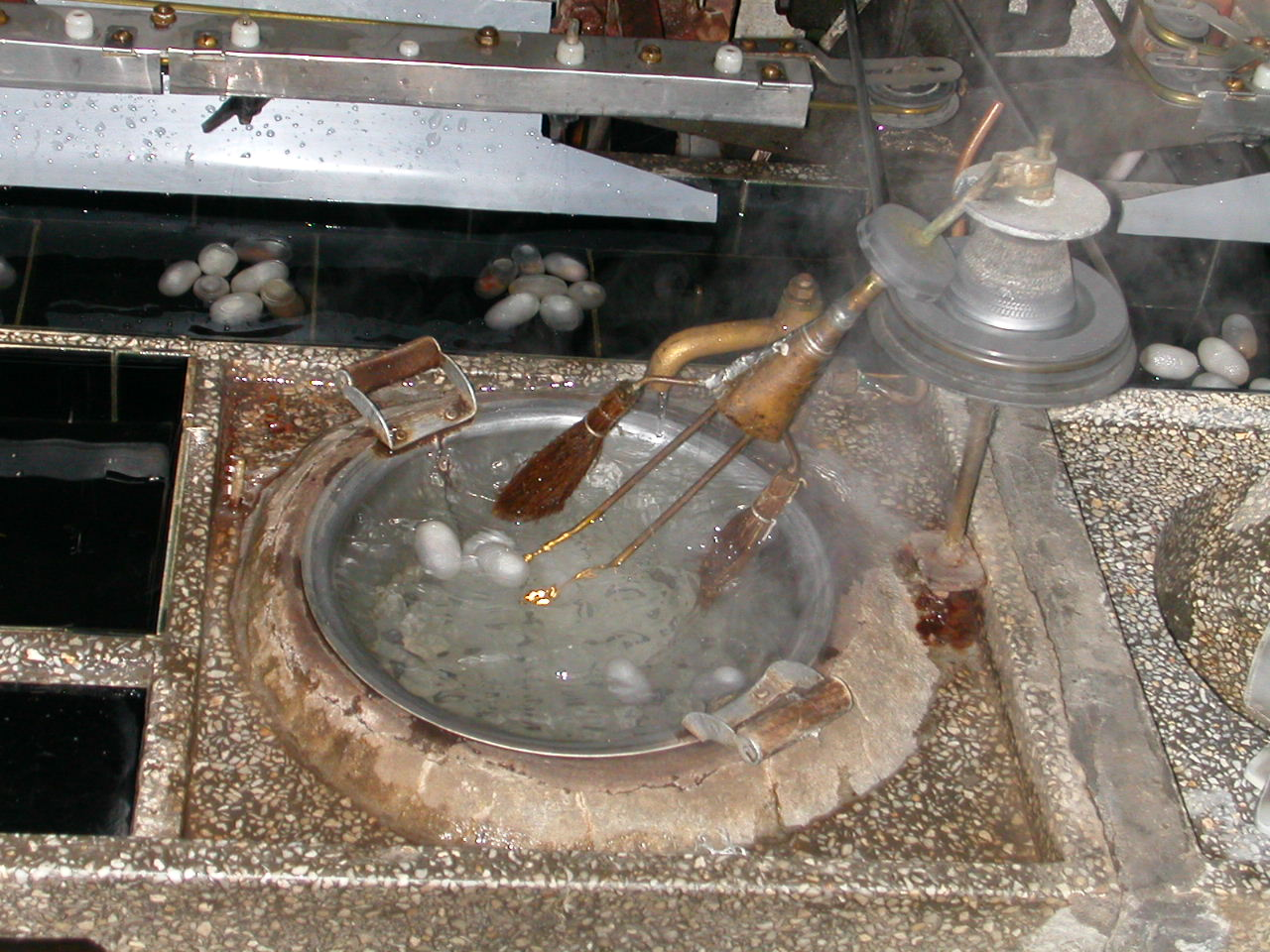
Der Kokon wird gekocht (degummiert) und das Ende des Filaments fixiert

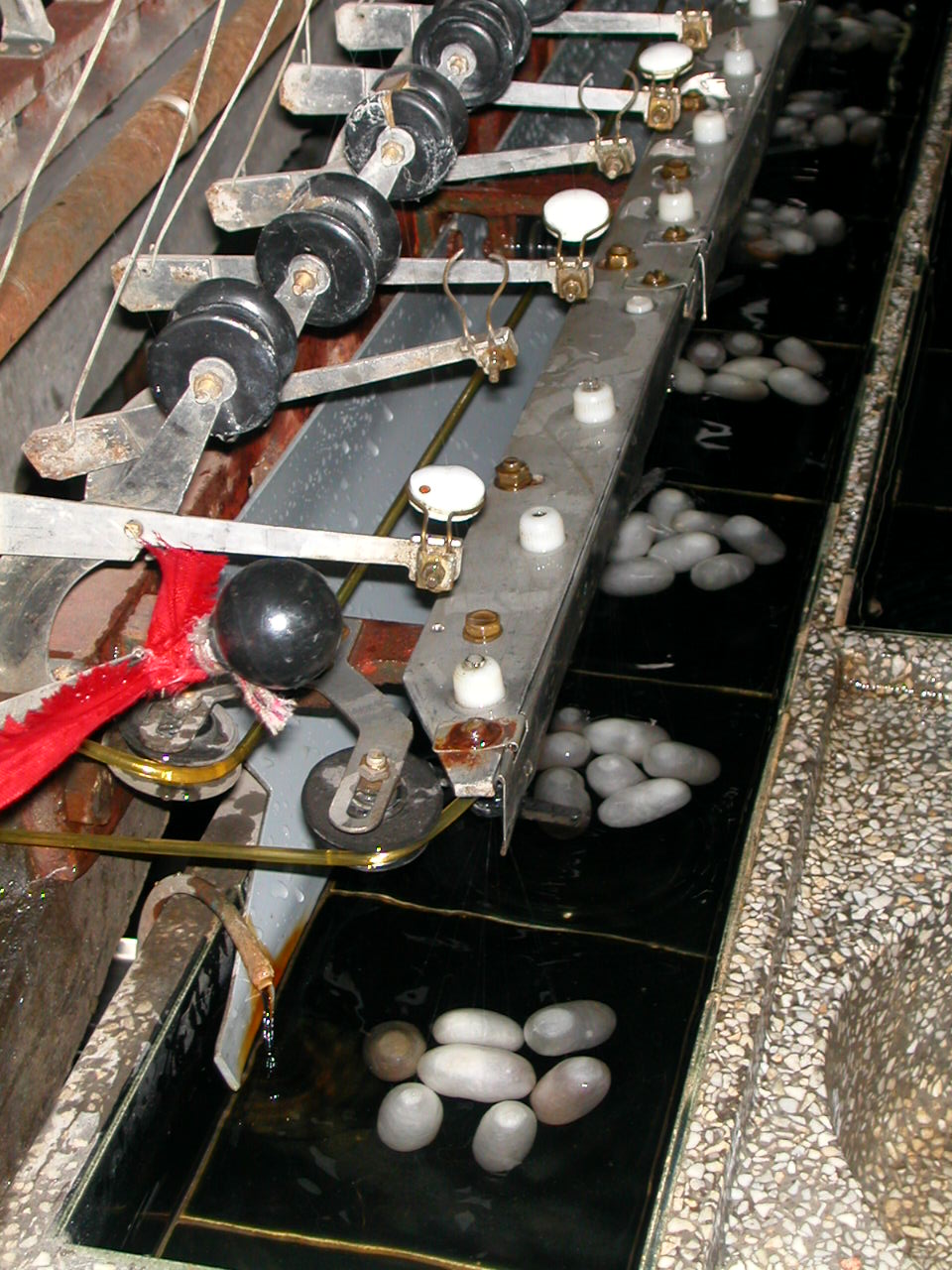
Die Filamente werden von jeweils sieben Kokons abgewickelt und bilden zusammen einen Seidenfaden. Seidenfabrik in Suzhou

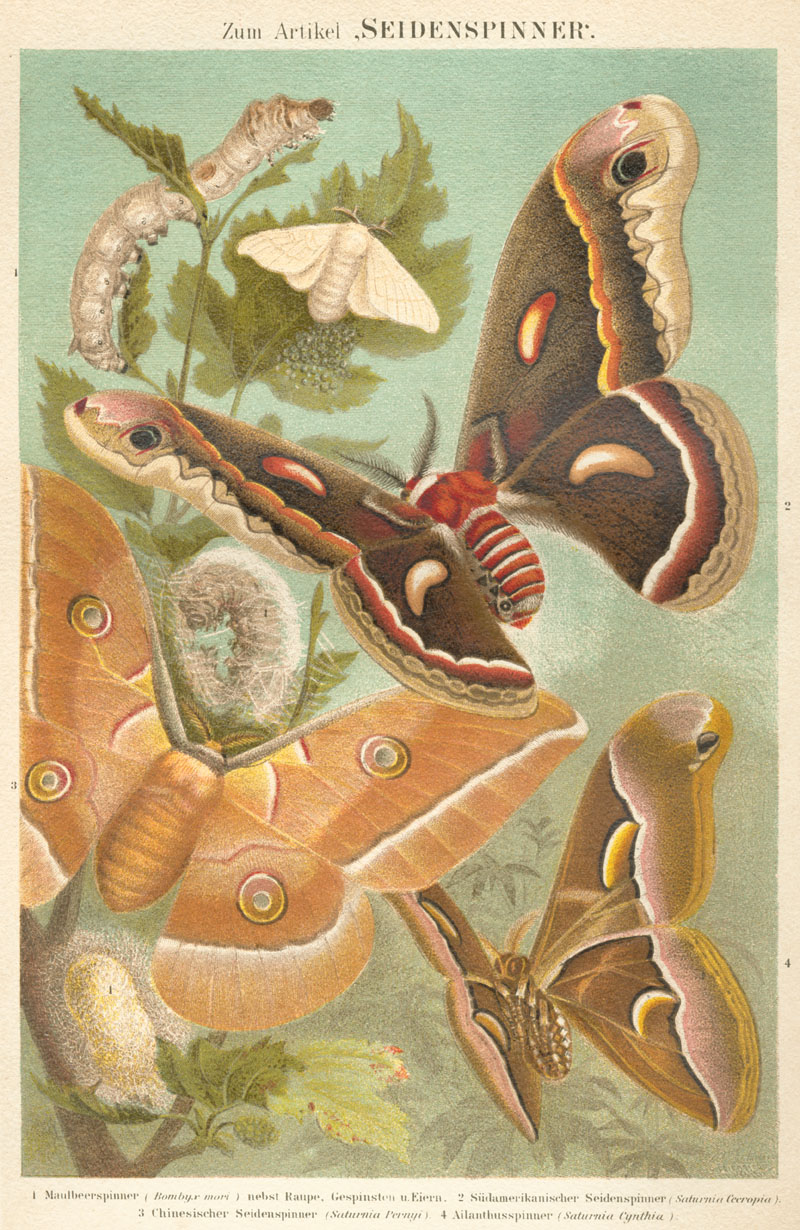
Die einst vier wichtigsten Schmetterlinge für die Seidenerzeugung, aus Meyers Konversations-Lexikon (1885–1892)

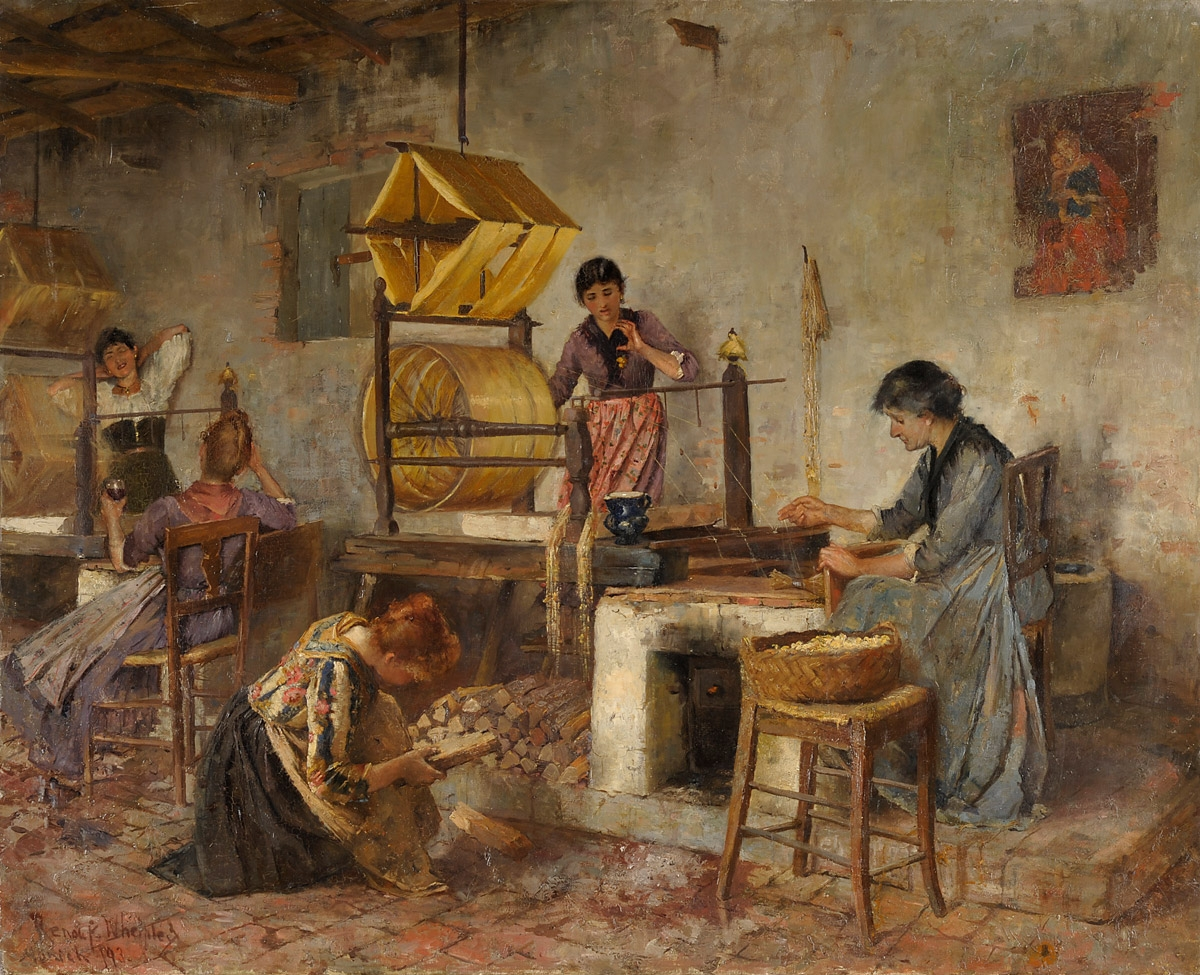
Seidenproduktion in Italien: Frauen in der Webstube, Gemälde von Annie Renouf Whelpley (1893)

Da die meisten Seidenraupen sich von den Blättern des Maulbeerbaumes ernähren, wird oft von Maulbeerseide gesprochen. Es gibt auch Seidenraupen, wie z. B. die des Japanischen Eichenseidenspinners (Antheraea yamamai), die sich von Eichenblättern ernähren. Um Qualitätsseide zu erhalten, müssen Seidenraupen unter besonderen Bedingungen aufgezogen werden.
Die Raupen verpuppen sich, wobei sie die Seide in speziellen Drüsen im Maul produzieren und in großen Schlaufen in bis zu 300.000 Windungen um sich herum legen. Sie werden mithilfe von Heißwasser oder Wasserdampf vor dem Schlüpfen getötet, um zu verhindern, dass die Kokons zerbissen werden. Jeder Kokon enthält ein ununterbrochenes, sehr langes und feines Filament. Drei bis acht Kokons bzw. Filamente werden zusammen abgewickelt oder gehaspelt (sogenannte Haspelseide), kleben aufgrund des Seidenleims zusammen und bilden ein sogenanntes Grège, einen Seidenfaden. Dieser Faden lässt sich zu glatten Textiloberflächen verarbeiten. Um 250 g Seidenfaden zu erhalten, werden um die 3000 Kokons benötigt, das entspricht etwa 1 kg.
Um die Seide vom Seidenleim (Sericin, auch Seidenbast) zu befreien, der auch Träger der gelben und anderen Färbungen ist, wird sie in Seifenwasser gekocht und erscheint rein weiß. Diesen Vorgang nennt man Entschälen oder Degummieren. Die Seidenfäden werden durch das Kochen dünner, geschmeidiger und glänzender. Anschließend wird die Seide häufig noch chemisch weiter veredelt. Durch das Entfernen des Seidenleims wird der Faden leichter, das wird teilweise durch das Hinzufügen von Metallsalzen (meist Zinnverbindungen) ausgeglichen. Durch Schwefeldioxid wird die Seide gebleicht.

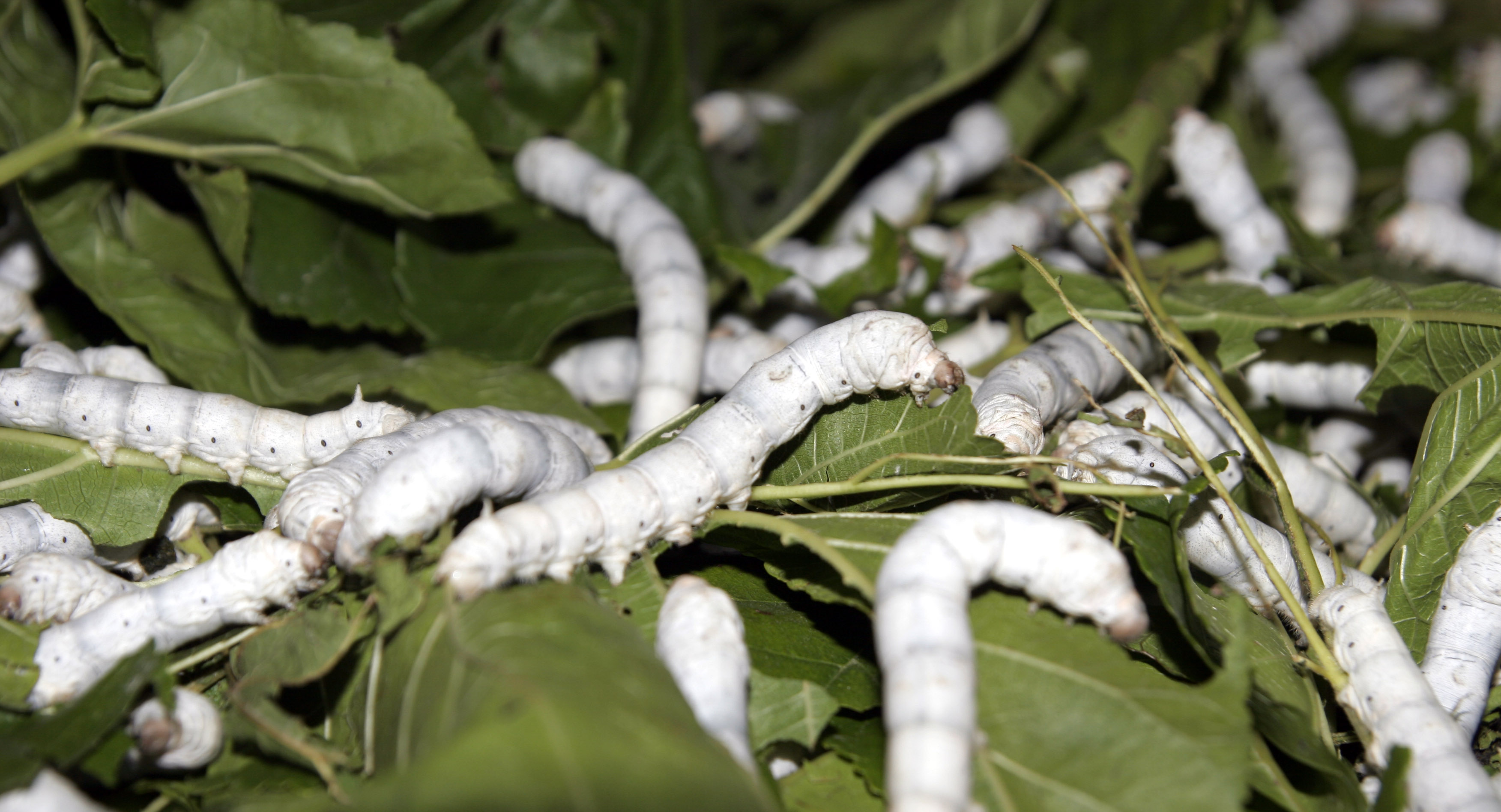
21 Tage alte Seidenspinnerraupen auf Maulbeerblättern
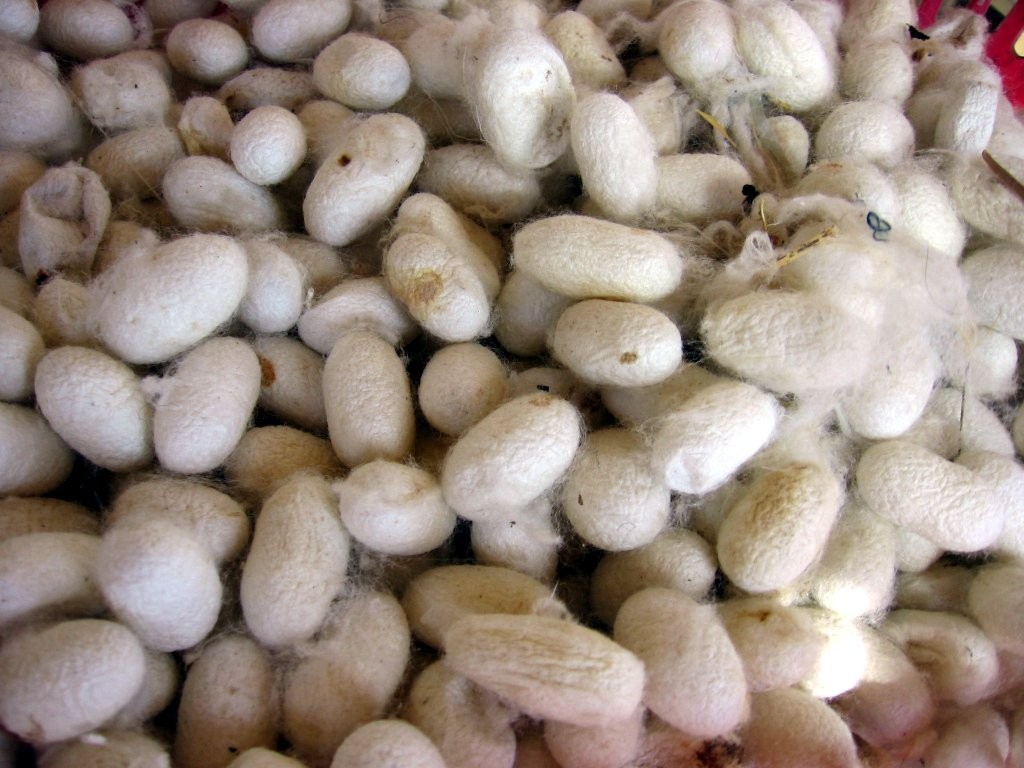
Kokons
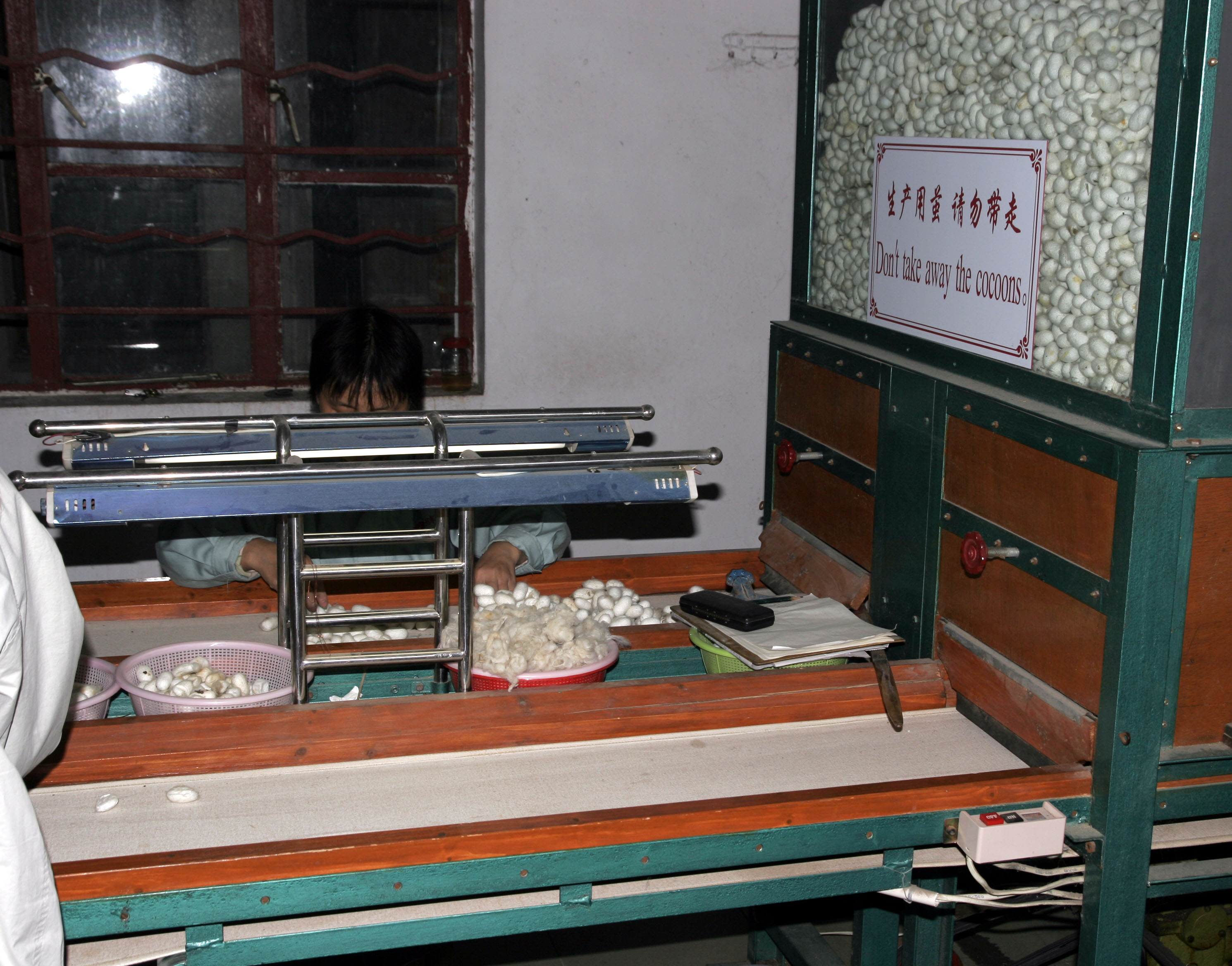
Kokonsortierung in einer chinesischen Seidenfabrik
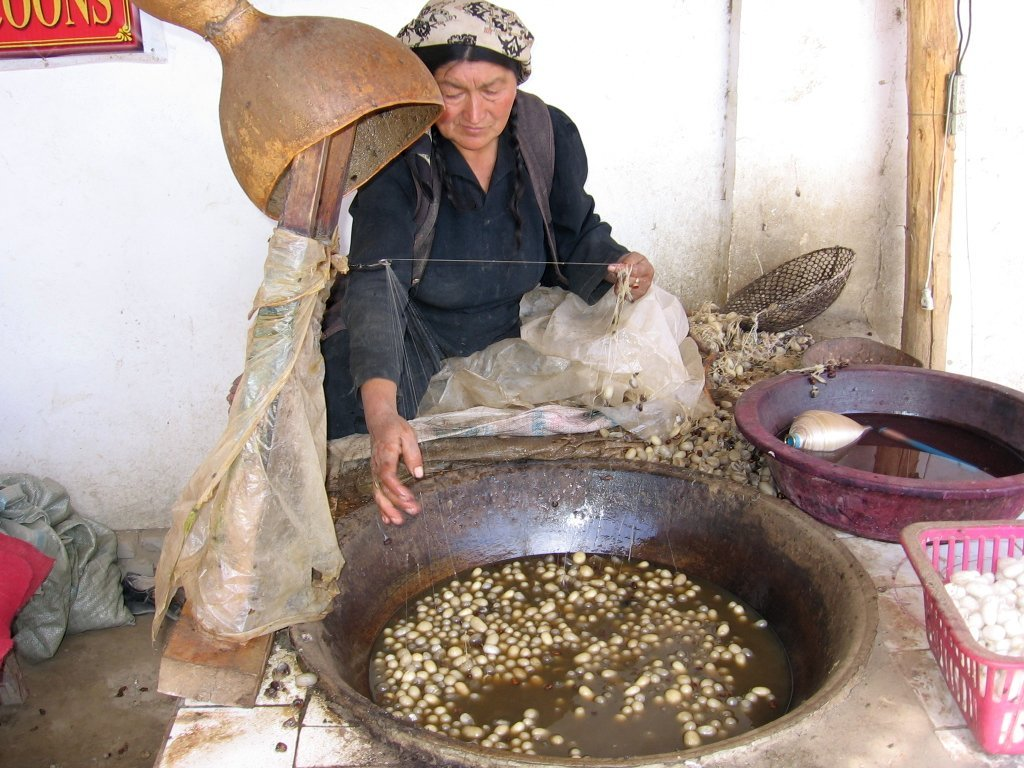
Entschälen und Verzwirnen von Hand
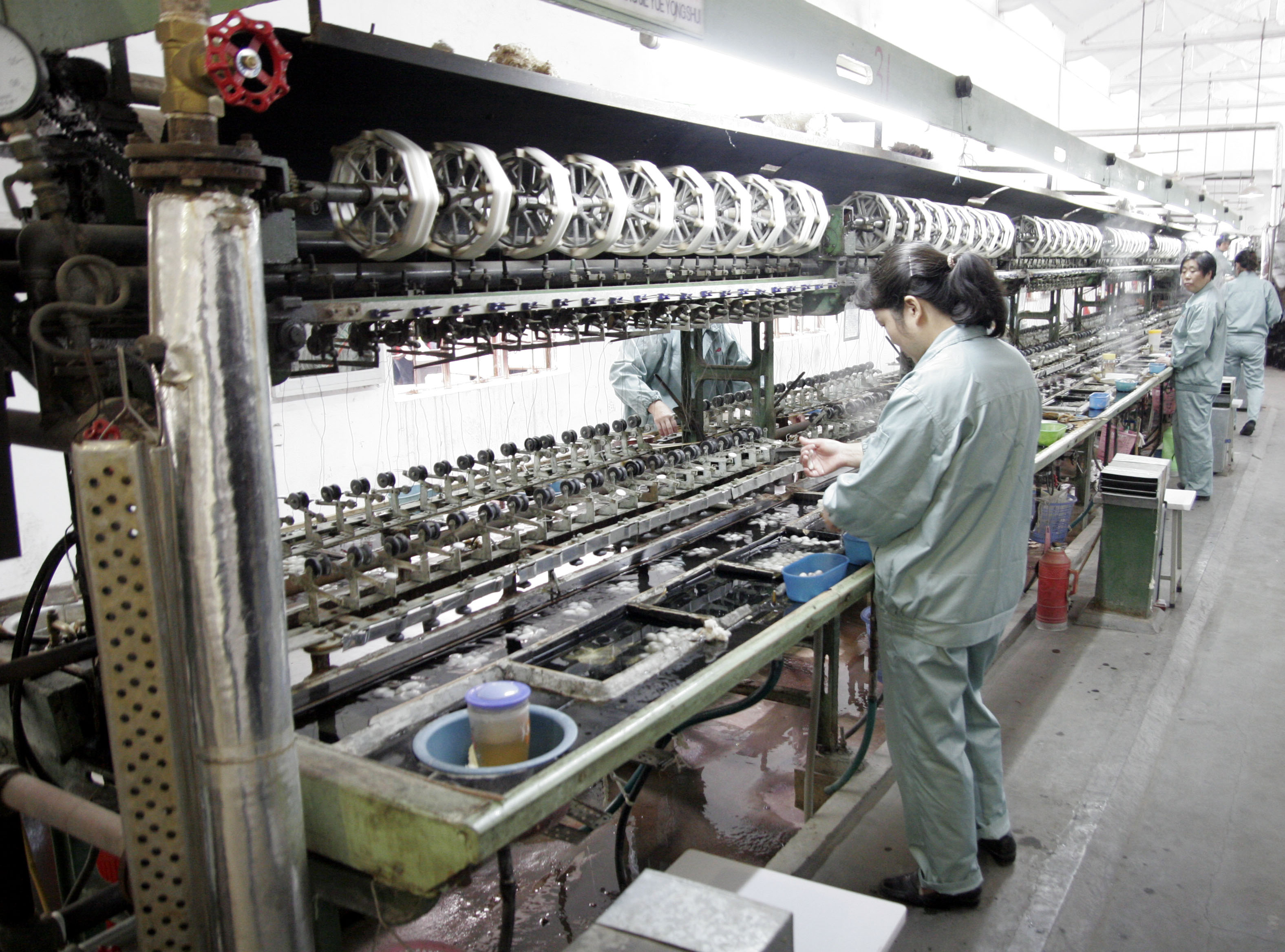
… und in einer chinesischen Seidenfabrik
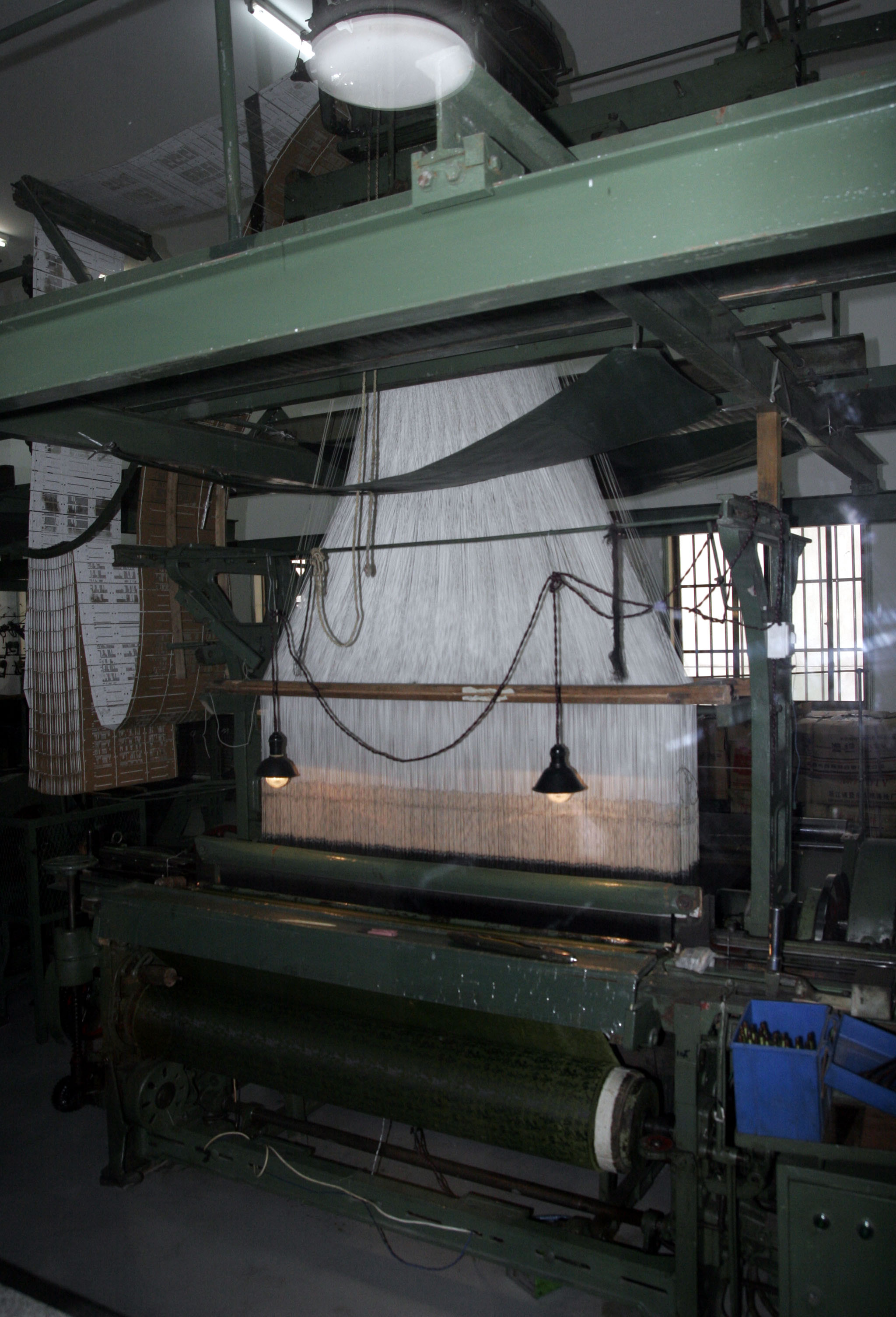
Verweben von Seide auf einem Webstuhl

## Anwendungen

### Seidengarne
Mehrere gehaspelte Seidenfäden werden miteinander verzwirnt. Durch unterschiedliche Zwirntechniken entstehen funktionsangepasste Schuss- und Kettfäden. Dabei wird nach der DIN 60550 („Webgarne aus Seide“) als Organzin (oder Organsin) ein Zwirn bezeichnet, der aus zwei oder drei Grègen hergestellt wird, die ihrerseits bereits verdreht sind; diese Garnqualität kann für Webketten eingesetzt werden. Trame-Garn dagegen wird aus zwei oder mehr ungedrehten Grègen verzwirnt und eignet sich nur als Schussmaterial.

### Seidengewebe
Durch unterschiedliche Webverfahren oder Behandlungen entstehen verschiedene Seidenqualitäten. Typische Gewebearten bei Weiterverarbeitung der Seide sind:
- Assemblée
- Ballon-, Fallschirmseide
- Batavia[24]
- Bengaline[24]
- Bobinet
- Bombasin[24]
- Brokat
- Burat[26]
- Charmeuse
- Chiffon
- Crêpe de Chine – Bevorzugte Qualität unter Designern für ihren weichen, knitterarmen Fall, und Ausgangsstoff für handbemalte Kimono, besonders im Yûzen-Verfahren.
- Crêpe Satin
- Damast
- Duchesse
- Dupionseide (typische Unregelmäßigkeiten der Fäden)
- Duvetine[27]
- Eolienne
- Faillé – Kette aus Organsin, Schuss aus Schappseide, die leichte Qualität heißt Failletine.[28]
- Floche[24]
- Georgette
- Glacé[24]
- Grenadine[24]
- Habutai ist ein feines leinwandbindiges Naturseidengewebe, die ganz oder teilweise aus Grege hergestellt sind und als  Japon und Pongé bezeichnet werden, ist eine Seidenart, die sich durch ihre sehr feine, glatte Oberfläche insbesondere für die  Seidenmalerei eignet. Diese Seidenart gilt als hochwertig, ist im Vergleich zu anderen Seidenarten jedoch relativ preiswert.[29] Dazu ist sie ein glattes, leinwandbindiges Gewebe mit feinem Glanz; neigt stark zum Knittern und wird dementsprechend für Plissee bevorzugt.
- Helvetia-Seide[24]
- Honanseide – stammt aus der Provinz Henan in China. Sie besteht aus Wildseide und wird in Taftbindung gewebt.
- Jacquard
- Lumineux[24]
- Lamé
- Louisine[30]
- Organza/Organsin, ein 2- bis 3-fach-Zwirn, der überwiegend als Kettfaden dient (man unterscheidet nach Anzahl der Drehungen pro Meter Taftzwirnung, Satinzwirnung, Samtzwirnung, Stratorto und Grenadine)[31]
- Pariseide[32]
- Peau de soie
- Plissee
- Ramagé[24]
- Samit
- Satin oder Atlas
- Seidenjersey zählt eigentlich nicht zu den Seidenstoffen, da er nicht gewebt, sondern gestrickt wird.[33]
- Shantungseide – ähnelt optisch der Dupionseide, die aus doppelten Kokons der Seidenspinner gewonnen wird, hat weniger Glanz als Haspelseide und fasst sich etwas gröber an.
- Soie Ondé[34]
- Surah
- Taft
- Tarlatan (Grogram)
- Trame[27]
- Seidentwill
- Waschseide

Weitere Seidengewebe sind Attaline, Barege, Bockerstoff, Ciré, Cisélé, Foulard, Rabanne, Radium, Rips-barré, Rupfen, Merveilleux, Onduleuse, Diobiris, Astarté, Alepine, Trikotine, Toile, Matelassé, Boyeau, Avignon, Armuré, Régence.

### Seidenpulver
Seidenpulver wird in Kosmetikprodukten als Zusatzstoff eingesetzt, z. B. in Lippenstiften, Hautcremes und Seifen. Auf der Liste der Inhaltsstoffe wird es als SILK (INCI) aufgeführt.

## Eigenschaften und Qualitätsbezeichnungen
Seide zeichnet sich durch ihren Glanz und ihre hohe Festigkeit aus und wirkt isolierend gegen Kälte und Wärme. Sie kann bis zu ein Drittel ihres Gewichtes an Wasser einlagern und neigt wenig zum Knittern. Auf Seidenstoffen werden besonders brillante Farben erzielt. Empfindlich ist Seide gegenüber hohen Temperaturen, Abrieb und Wasserflecken.
Die Qualität der Seide hängt u. a. ab von:
- ihrem (Flächen-)Gewicht. Seide wird häufig mit der Bezeichnung bzw. Einheit Pongé angeboten; ein Pongé entspricht einer Momme (japanische Gewichtseinheit), d. h. ca. 4,306 g pro m²;
- ihrer Feinheit, die in „Denier“ (den) oder „Tex“ (dtex) angegeben wird.

Bezeichnungen aufgrund Herkunft oder Herstellungsverfahren:
- Maulbeerseide (SE) (Zuchtseide) wird aus dem Kokon der Seidenraupe des Maulbeerspinners Bombyx Mori gewonnen.
- Tussahseide (ST) (Wildseide) wird aus den von Bäumen und Sträuchern gesammelten Kokons der wild lebenden japanischen Antheraea  yamamai und chinesischen Antheraea pernyi Eichenseidenspinner gewonnen, sowie von anderen  Schmetterlingen der Gattung Antheraea (Antheraea mylitta, A. roylei, A. proyeli, A. paphia).[41][42] Da hier der Schmetterling meist ausgeschlüpft ist, sind die Fasern kürzer und nicht abhaspelbar. Eine Zucht der Tussahspinner ist bisher nicht gelungen.
- Mugaseide (Assamseide)[43] ist eine goldfarbene Wildseide aus Indien vom Mugaseidenspinner (Antheraea assama).
- Eriaseide (Eri-, Meghalayaseide) (Zuchtseide) vom Falter Samia cynthia ricini (frisst Ricinusblätter), sehr kurze Faser, kann nur als Schappe verwendet werden.
- Anapheseide (Nesterseide) (Wildseide) der afrikanischen Falter Anaphe panda (Syn.: A. infracta), Anaphe moloneyi (Syn.: Epanaphe moloneyi),[44] sehr kurze Faser, kann nur als Schappe verwendet werden.
- Afrikanische Wildseide der afrikanischen Falter (Gonometa postica, Gonometa rufobrunnea)[45]
- Yamamaiseide (Tensanseide)[4] (Wildseide) vom japanischen Eichenseidenspinner Antheraea  yamamai.
- Ahimsaseide kommt aus Indien und stammt von Eri- und Tussah-Mottenkokons.
- Peace Silk, ist eine Art von Seide, die gewonnen wird, ohne den Seidenspinner (Bombyx mori) zu töten. Im traditionellen Seidenproduktionsprozess werden die Seidenraupen in ihren Kokons getötet, um die langen, ununterbrochenen Seidenfäden zu erhalten. Bei der Peace Silk hingegen dürfen die Schmetterlinge den Kokon verlassen, bevor die Seidenfäden entnommen werden. Dies bedeutet, dass die Fäden kürzer und weniger gleichmäßig sind, was die Verarbeitung etwas schwieriger macht, aber es wird als tierfreundlicher und ethischer angesehen.
- Fagaraseide (Wildseide) vom Atlasspinner Attacus atlas.
- Circulaseide (Wildseide) von dem asiatischen Falter (Circula trifenestrata)[44][45]
- Koische Seide eine Seide, die in der Antike verwendet wurde, stammt vom Nachtfalter Pachypasa otus.
- Chappe- oder Schappeseide, auch Floretteseide, aus den äußeren unregelmäßigen Schichten des Kokons, minderwertige, kurze Fasern. Unter Chappe versteht man alle bei der Herstellung der Seide anfallenden, geringwertigen Seiden, die wieder unter sich verschiedenen Wert haben (Abfälle der Filanda vom Abhaspeln der Seide von den Kokons: Struse, Strusini, Abfälle der Zwirnerei). Die gereinigten Abfälle werden in der Chappespinnerei zu Chappegarn versponnen. Von den eigentlichen Seidengarnen unterscheidet sich dieses durch die etwas raue, faserige Oberfläche, sie wird zuweilen auch Strazza genannt.[46]
- Wattseide sind die Fäden, die der Spinner als Halterung für den Kokon produziert, minderwertige, kurze Fasern.
- Bouretteseide (Grobspinnverfahren aus kurzen Faserstücken)
- Flockseide[25] als Flockseide werden die Seidenfasern bezeichnet, die beim Reinigen der Seidenspinnerkokons noch vor dem Abhaspeln abgebürstet werden. Flockseide besteht daher nur aus vergleichsweise kurzen Fasern
- Pelseide Rohseidefäden aus qualitativ minderwertigen Kokons[47]
- Rohseide, im Gegensatz zur Haspelseide wird Rohseide nicht vom Seidenleim gereinigt. Mit Seidenleim halten die Raupen ihre Kokons zusammen. Der Seidenleim, auch Seidenbast genannt, verleiht der Rohseide zudem eine gelbliche Färbung.
- Grège, gehaspelte, ungedrehte Seide der Seidenraupe; besteht aus 3–8 Fäden und enthält noch den Seidenbast (Sericin).[48] Japanisch – Dschoshinseidengarn, Etschingoseidengarn beste japanische Grégeseide.[24]
- Ecrúseide, nicht entbastet, glanzlose Rohseide, mit künstlich gehärtetem Bast.
- Cuitseide, auch als „Glanzseide“ bezeichnet, sehr weich und glänzend, zu 100 % entbastet, durch den Verlust des Seidenleims entsteht ein Festigkeitsverlust.
- Soupleseide[34] – Naturseide, die durch Seifenlauge teilweise entbastet wurde, Gewichtsverlust durch den Entbastvorgang: ca. 8–12 %
- Haspelseide oder Maulbeerseide (von gehaspelten Endlosfäden des Maulbeerspinners) bezeichnet die Seide, die in einem Zug vom Kokon des Maulbeerseidenspinners Bombyx mori abgewickelt wird. Da ein Faden aus Haspelseide vor der Weiterverarbeitung nicht mehr versponnen werden muss, weist er eine besonders glatte und einheitliche Oberfläche auf. Diese führt zu dem besonderen Glanz der Seidengewebe. Die Fäden werden miteinander verzwirnt, daraus werden anschließend verschiedene Gewebe gefertigt.
- Noileseide weist eine insgesamt glatte Oberfläche mit sehr feinen Unebenheiten auf. Unter den verschiedenen Seidenarten gilt sie als die edelste und exklusivste.
- Kammzugseide – die Reste aus der Rohseidenverarbeitung werden zuerst in einem großen Bottich bei über 90 Grad Celsius mit heißem Seifenwasser abgekocht (entbastet). Dabei wird der Seidenleim (Sericin) fast vollständig entfernt und es gehen bis zu 40 % des Gewichts verloren. Übrig bleibt ein feines, weiches und weiß schimmerndes Fasermaterial, welches durch Trocknen, Klopfen, Öffnen und Kämmen zu spinnbereiten Kammzügen verarbeitet wird.[49]

Wildseide wie die Tussahseide etc. wird aus den Kokons bereits geschlüpfter Schmetterlinge gewonnen, die nicht unter menschlicher Aufsicht gezüchtet wurden. Bei Schlüpfung hinterlassen sie ein Loch, was den Faden in mehrere Teile zerreißt. Bei Verwebung werden die Fäden verdickt, wodurch die charakteristischen unregelmäßig-noppigen Textiloberflächen entstehen.
Die Kokons von Wildseide können meistens nicht so aufgehaspelt werden wie jene aus Zuchtseide des Seidenspinners (Bombyx Mori); durch eine neue Methode, ein „Demineralisieren“, gelingt es nun die Mineralkristalle zu entfernen, welche wilde Seidenraupen zwischen den Fasern ihrer Kokons einlagern. Diese harten Krusten schädigen nicht nur die Fasern, sie sind auch der Grund dafür, dass Wildseide sich im Gegensatz zur klassischen Maulbeerseide nicht in einem Stück abwickeln lässt.

## Zusammensetzung und Aufbau
Die Seide von Insekten besteht wie die Seide der Spinnen aus den langkettigen Proteinen Fibroin (70–80 %) und Sericin (20–30 %). Fibroin ist ein β-Keratin mit einer Molekularmasse von 365.000 kDa.
Die sich wiederholende Folge der Aminosäuren im Fibroin lautet Gly-Ser-Gly-Ala-Gly-Ala.

Primärstruktur des Seidenproteins Fibroin, (Gly-Ser-Gly-Ala-Gly-Ala)_{n}

Die im Seidenfaden vorherrschende Sekundärstruktur ist das antiparallele β-Faltblatt. Die Quartärstruktur des Fibroins besteht aus zwei identischen Untereinheiten, welche sich parallel aneinander lagern, aber gegengerichtet. Diese Anordnung wird durch Wasserstoffbrückenbindungen und hydrophobe Wechselwirkungen zwischen den Untereinheiten stabilisiert.
Die kompletten Moleküle ordnen sich im Seidenfaden wiederum parallel an. Der Glanz der Seide beruht auf Reflexion des Lichtes an diesen mehrfachen Schichtungen.
Fibroin des Seidenspinners kann in mindestens drei Konformationen vorkommen, woraus unterschiedliche Qualitäten des Seidenfadens resultieren: Seide I, II und III. Seide I ist der natürliche Zustand des Fadens, Seide II findet sich im gespulten Seidenfaden. Seide III bildet sich in wässrigem Zustand an Grenzflächen.
Da Proteine auch Polyamide sind, ist der Seidenfaden eine natürliche Polyamidfaser. Aufgrund ihrer chemischen Zusammensetzung und des besonderen, nahezu dreieckigen Querschnitts der Faser unterscheiden sich ihre Eigenschaften der Seide spezifisch von denen synthetischer Polyamidfasern.
Neben Faserproteinen sind in der Seide auch lösliche (löslich in Propylenglycol oder Glycerin) Skleroproteine sowie weitere Anteile enthalten:
| Bestandteil                                             | Anteil    |
| ------------------------------------------------------- | --------- |
| Seidenfilamente (schwefelfreies, hochpolymeres Protein) | 70–80 %   |
| Seidenbast                                              | 20–30 %   |
| Wachsbestandteile                                       | 0,4–0,8 % |
| Kohlenhydrate                                           | 1,2–1,6 % |
| Naturfarbstoffe                                         | 0,2 %     |
| weitere organische Bestandteile                         | 0,7 %     |

## Pflege
Aufgrund der Wasserempfindlichkeit müssen Seidenstoffe vorsichtig mit der Hand (unter Verwendung spezieller Seidenreinigungsmittel oder milder Seifen) gewaschen werden. Eine chemische Reinigung ist möglich. Wichtig ist es, alle Seifenrückstände zu entfernen. Dazu kann dem Wasser ein Teelöffel Weinessig zugefügt werden. Seide darf nicht ausgewrungen werden, da sie gerade im nassen Zustand formempfindlich ist. Gebügelt wird von links bei mittlerer Temperatur von 130–160 °C, wobei die Seide noch leicht feucht sein sollte. Chlorbleiche und Tumblertrocknung sind nicht möglich. Seide ist sonnenempfindlich, die Farben verblassen und die Seide vergilbt. Daher ist direkte und starke Sonneneinstrahlung zu vermeiden.

## Sprachgebrauch
Reine Seide war ein teurer und nur in höheren Ständen gebräuchlicher Kleidungsstoff: „in Samt und Seide“. Halbseiden sind feine Stoffe, die jedoch nur zu 50 % aus Seide (im Schuss), den anderen 50 % jedoch aus Kammgarn oder Baumwolle (in der Kette) bestehen. Im 19. Jahrhundert bezeichnete man daher auch Personen, die zum feinen Kreis gehören wollten, sich aber nur halbseidene Stoffe leisten konnten, als halbseiden. Besonders Frauen, die sich, zum Beispiel als Kokotte, in solchen Kreisen bewegten, ohne wirklich dazuzugehören, wurden so bezeichnet.
Heute wird als halbseiden generell etwas bezeichnet, das nicht ganz echt und deswegen nur bedingt vertrauenswürdig ist: mehr Schein als Sein. Umgangssprachlich steht die Bezeichnung für Homosexuelle oder Prostituierte.
Halbseidene Klöße oder Knödel sind Kartoffelklöße mit einem Gehalt an Kartoffelstärke von bis zu einem Drittel. Bei einem höheren Stärkegehalt sehen sie seidenglänzend aus und werden auch als seidene Klöße bzw. Knödel bezeichnet.

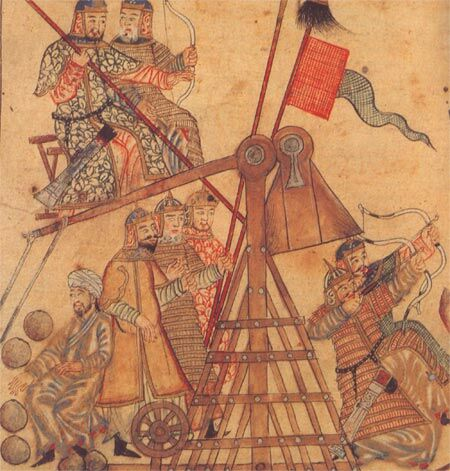
Mongolische Bogenschützen mit gesteppter Schutzkleidung aus Seide, um 1300

## Beschusshemmende Westen mittels Seidenwattierung
Einer der Gründe für den militärischen Erfolg der Mongolen war das Tragen von Seidenkleidung als Schutz. Diese konnte im Zusammenspiel mit Leder und leichten Eisenelementen von Pfeilen nur schwer durchdrungen werden und bildete somit eine leichte und funktionelle Rüstung.
Casimir Zeglen entwickelte im 19. Jahrhundert eine beschusshemmende Weste, die mit Seide wattiert war. Einer seiner Kunden war Franz Ferdinand von Österreich-Este.

## Andere Seide produzierende Tiere
Nicht nur alle Schmetterlingsraupen produzieren Seide, sondern die meisten Insektenlarven, Spinnen und Muscheln. Die sogenannte Muschelseide wird ebenfalls zu Textilien verarbeitet und galt früher als ausgesprochenes Statussymbol.
Die Larven einiger Arten von Pilzmücken erzeugen Seidenfäden, um damit Beute zu fangen.